# The Stranger (jornal)
The Stranger é um jornal impresso distribuído em Seattle, Washington. Fundado em 1991 por Tim Keck e James Sturn, e distribuído gratuitamente em edições semanais, é um dos jornais mais populares da cidade.

## História
Tim Keck, cofundador do jornal satírico "The Onion", e o cartunista James Sturm fundaram o jornal em 1991, e a primeira edição, com uma tiragem de 20 000 exemplares, foi distribuída gratuitamente em 23 de setembro daquele ano. Nos anos seguintes, o jornal se tornaria cada mais vez mais bem-sucedido, triplicando sua tiragem
A partir de abril de 2001, o jornalista Dan Savage exerceu as funções de editor-chefe do periódico. Savage havia construído uma reputação nacional escrevendo a coluna de conselhos sexuais Savage Love, que foi publicada em todas as edições do The Stranger desde o lançamento Em setembro de 2007, Savage se tornou o diretor editorial do jornal, e Christopher Frizzelle tornou-se o novo editor-chefe.
Erica C. Barnett, enquanto editora de notícias do jornal, foi nomeada a "Repórter do Ano" em 2007 pela Liga Municipal da cidade de Seattle.